# 海滨足球场
海滨足球场，是一座社区足球场，2022年7月2日建成开放，因所在街道为海滨街道而得名，位于天津市宝坻区林海路与北城东路交口西北侧，占地20亩，总投资700万元，建有11人制标准化足球场2片，全天免费向群众开放。
夏季开放时间早5:30-晚9:30，冬季开放时间早6:00-晚9:00。